# Блест Гана, Гильермо
Гильермо Блест Гана (исп. Guillermo Blest Gana; 28 апреля 1829, Сантьяго, Чили — 7 ноября 1904, там же) — чилийский поэт, прозаик, драматург, один из ведущих представителей романтизма в литературе Чили. Политик. Дипломат.

## Биография

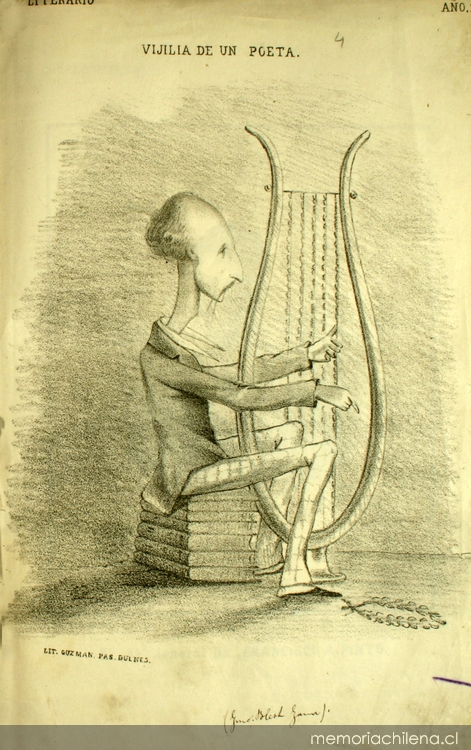
Шарж на поэта Гильермо Блест Гана

Гильермо Блест Гана родился в Сантьяго в семье ирландца Уильяма Каннингэма Блеста и Марии де ла Лус Гана Дарригранди из аристократической семьи землевладельцев. Брат писателя Альберто Блест Гана, родоначальника реалистического романа в Латинской Америке.
Учился в Чилийском национальном университете, позже был там же профессором. Помимо творчества, принимал участие в политической жизни страны.
В 1857 году за оппозицию к правительству Мануэля Монтта был приговорен к высылке из Чили, жил в нескольких странах Америки и Европы.
После возвращении в страну в 1863, преподавал на факультете гуманитарных наук Чилийского университета. При новом правительстве Г. Блест Гана поступил на дипломатическую службу, был посланником в Эквадоре, Аргентине и Бразилии. В 1891 году из-за начавшейся гражданской войны эмигрировал в Перу. В 1894 вернулся на родину и был избран мэром Линареса.

## Творчество
В начале творческой деятельности пробовал себя, как прозаик, писал романы («El bandido», 1854; «La flor de la soledad», 1857), повести, рассказы («Las dos tumbas», 1869), исторические драмы («Lorenzo García», 1847; «La conjuración de Almagro», 1858; «El pasaporte», 1865).
Творил под влиянием испанского, французского и английского романтизма.
Как поэт опубликовал свои первые стихи в возрасте 19 лет.
Автор лирических произведений и сонетов, наполненных душевными страданиями, одиночеством, тоской, предчувствием смерти.
В 1907—1907 вышло полное собрание его сочинений в 3-х томах.

## Избранная поэзия
- Поэмы
  - Poesías (1854),
  - Mi viaje a ninguna parte (1855),
  - y Armonías (1884),
  - Voy quedando tan solo, A la muerte y Mirada retrospectiva.